# 나고야미나토선
나고야미나토선(일본어: 名古屋港線)은 일본화물철도가 보유하는 산노 신호장 - 나고야미나토 역 사이의 도카이도 본선 화물 지선의 통칭이다.

## 노선 정보
- 관할(사업종별): 일본화물철도 (제1종 철도 사업자)
- 노선 거리: 산노 신호 장 - 나고야미나토 역 사이 6.2 km
- 역수: 1
- 신호장수 : 2
- 복선 구간: 없음 (전 노선 단선 )
- 전선화 구간: 없음 (전 노선 비 전화 )
- 폐색 방식:
  - 산노 신호장 - 야와타 신호장 사이 : 자동 폐색
  - 야와타 신호장 - 나고야미나토 역 사이 : 태블릿 폐색